# Amanda McGrory
Amanda McGrory (nascuda el 9 de juny de 1986) és una atleta nord-americana en cadira de rodes.

## Biografia
McGrory es va graduar a la Unionville High School de Kennett Square, Pensilvània. Va assistir a la Universitat d'Illinois, es va graduar el 2010 amb una llicenciatura en psicologia i el 2018 amb un màster en ciències de la informació. Quan era estudiant, va competir tant en bàsquet com en pista i camp.
McGrory va guanyar quatre medalles durant els Jocs Paralímpics d'estiu de 2008 a Pequín, Xina: or als 5000 metres, plata a la marató i bronze als dos 800 metres i el 4×100 relés comptador. Va guanyar les curses en cadira de rodes de la Marató de Nova York de 2009 i de Londres de 2009.
També ha competit als Campionats del Món d'Atletisme (2006, 2011, 2013, 2015, 2017) i Marató (2015), guanyant 10 medalles al llarg dels anys (3 d'or, 3 de plata, 4 de bronze).
A McGrory se li va diagnosticar mielitis transversal quan tenia cinc anys, després que una injecció d'al·lèrgia li va inflamar la medul·la espinal. D'aquell esdeveniment digué que "crec que hi havia una oportunitat entre sis milions". "Però crec que normalment és millor quan ets petit perquè els nens són resistents. Ja no podia anar amb un vehicle de dues rodes, però els meus amics encara podrien estar fora. Però jo era la nena més xula de l'escola perquè tenia una cadira de rodes".
El 2021, I Love Libraries va anunciar que Amanda havia començat a treballar com a arxivera del personal del Comitè Olímpic i Paralímpic dels Estats Units (USOPC).

## Resultats seleccionats

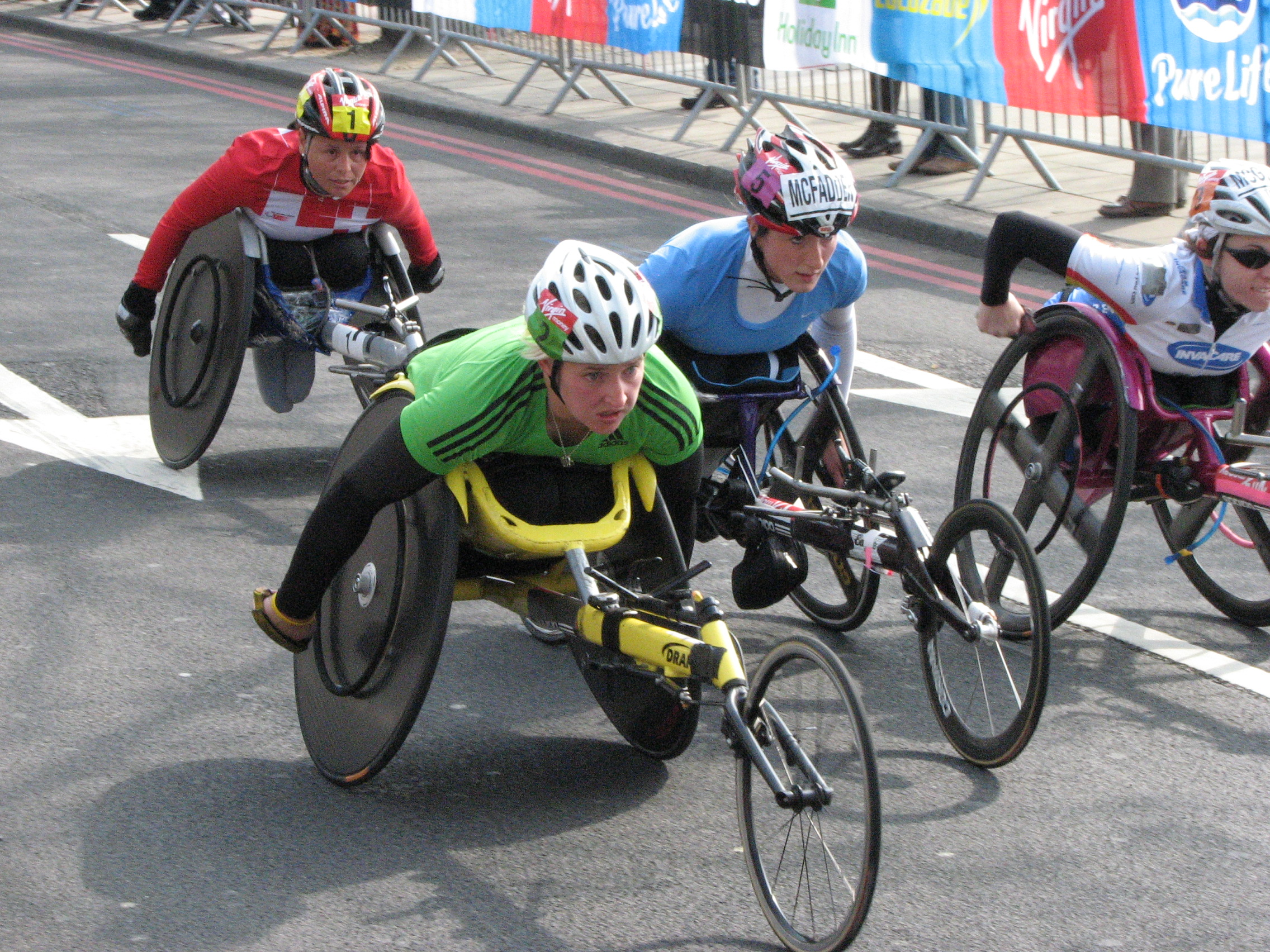
La cursa femenina en cadira de rodes a la marató de Londres 2011 (d'esquerra a dreta: Sandra Graf, Shelly Woods, Tatyana McFadden i Amanda McGrory).

- 2011: Primer lloc - Marató de Nova York[6]
- 2011: Primer lloc - Marató de Londres[7]
- 2009: Primer lloc - Marató de Londres[8]
- 2009: Primer lloc - Marató de l'àvia[9]
- 2008: Medalla d'or, 5000 m T54; medalla de plata, Marató T54; medalla de bronze, 800 m T53; medalla de bronze, relleus 4 × 100 m femení T53/T54 – Jocs Paralímpics, Pequín, Xina
- 2007: primer lloc (5000 m), segon lloc (400 m), tercer lloc (800 m) - Meet in the Heat, Atlanta, GA.
- 2007: Tercer lloc, 1500 m – Boiling Point Wheelchair Track Classic, Windsor, Ontario, Canadà
- 2007: Tercer lloc, 800 m – Campionats Nacionals de Pista i Camp Paralímpics dels EUA, Atlanta, GA.
- 2007: Primer lloc - Open Women's Division de la Shepherd Center Wheelchair Division de l'AJC Peachtree Road Race a Atlanta, Geòrgia amb el temps de 23:11:05.
- 2006: Medalla d'or (800 m), medalla de plata (400 m) - Campionats del Món d'Atletisme IPC, Assen, Països Baixos
- 2006: Primer lloc – ING New York City Marathon, Nova York, Nova York[10]
- 2006: Copa del Món Paralímpic Visa, Manchester, Regne Unit
- 2005: va representar els EUA als Jr. Pan-Am Games a Windsor, Ontario
- 2003, 2004: Viatja a Austràlia com a membre de l'equip Jr. dels EUA

- Marató de Los Angeles 2010: 1:53:12, primer
- Jocs Paralímpics d'estiu 2012
  - 800 m T53 : 1:54,48, 7è
  - 1500 m T54 : 3:38.19, 7è
  - 5000 m T54 : 12:29.07, 7è
  - Marató T54 : 1:46:35, 4t
- Marató de Boston 2013 : 1:49:19, tercer
- Jocs Paralímpics de Rio 2016, plata (1500 m, 5000 m), bronze (marató), 4t (800 m)